# Rebiya Kadeer
Rebiya Kadeer- (Uyghur: رابىيه قادىر , Rabiye Qadir; Cinese semplificato: 热比娅*卡德尔; Cinese tradizionale: 熱比婭*卡德爾; pinyin: Rèbǐyǎ Kǎdé'ěr) (Altay, 15 novembre 1946) è una politica cinese naturalizzata statunitense, attiva nella difesa dei diritti umani e della comunità uigura della regione nord-occidentale del Xinjiang della Repubblica Popolare Cinese.

## Biografia
Nata povera, il successo di Kadeer come donna d'affari le guadagnò un posto della Quarta Conferenza Mondiale sulle Donne dell'ONU svoltasi in Pechino nel 1995. Divenne membro della Consulta Politica della Repubblica Popolare Cinese, ma fu esclusa della rielezione nel 1998 per non aver condannato le affermazioni del marito esule negli Stati Uniti. Nel 1999 è stata processata ed imprigionata dalle autorità cinesi con l'accusa di aver rivelato segreti di Stato, per aver inviato ritagli di giornale al marito Sidik Rouzi, espatriato negli Stati Uniti e attivista contro la politica cinese verso gli Uiguri.
Kadeer fu fermata nell'agosto 1999, poco prima di incontrare una delegazione statunitense incaricata di investigare sulla situazione nel Xinjiang, e venne accusata di essere in possesso di una lista di 10 persone sospettate di essere coinvolte in attività separatiste. Nel 2004 la sua condanna è stata ridotta di un anno per buona condotta. Il 14 marzo 2005 Kadeer fu rilasciata, ufficialmente per motivi di salute, e affidata alla custodia statunitense. Gli USA avevano fatto pressioni per il suo rilascio, che avvenne in vista della visita del Segretario di Stato Condoleezza Rice nella regione. Il 17 marzo Kadeer volò negli USA e si riunì alla sua famiglia a Washington. In risposta al rilascio della Kadeer, gli USA accettarono di lasciar cadere una risoluzione contro la Cina presso la Commissione per i diritti umani dell'ONU.
Kadeer è stata eletta presidente del Congresso Mondiale Uiguro dalla II Assemblea generale tenutasi il 24 novembre 2006 a Monaco in Germania. Sempre in Germania è stata pubblicata nel 2007 una biografia della Kadeer, intitolata Die Himmelsstürmerin, scritta da Alexandra Cavelius in tedesco. Il 5 giugno 2007 durante una conferenza sulla democrazia e sicurezza tenutasi a Praga Rebiya Kadeer ha incontrato in forma privata il presidente degli USA George W. Bush. Il 17 settembre 2007 il Congresso USA ha votato una risoluzione che chiede al governo cinese di rilasciare i figli di Rebiya Kadeer e il cittadino canadese Huseyin Celil e di modificare la sua politica repressiva contro il popolo Uiguro.

## Riconoscimenti
Nel 2004 vinse il Premio Rafto per i diritti umani, e nel 2006 è stata proposta dalla parlamentare svedese Annelie Enochson per il Premio Nobel per la pace. Il governo cinese condannò la proposta.